# Штральборн, Владимир Александрович
Владимир Александрович Штральборн (25 февраля 1892, Варшава — 27 августа 1966, Сан-Франциско) — российский военный лётчик.

## Биография
Родился 25 февраля 1892 года в семье железнодорожного чиновника Александра Карловича Штральборна. Окончил Морской корпус в 1912 году, со 2 мая 1912 года на службе во флоте как корабельный гардемарин. В 1912 году произведён в мичманы, затем назначен в 1-й Балтийский флотский экипаж. С ноября 1913 года служил в Воздушном районе службы связи Балтийского флота. 
Окончил авиационный отдел Санкт-Петербургского политехнического института (теоретические курсы авиации) и Севастопольскую авиашколу.
В годы Первой мировой войны Штральборн служил в 1-м судовом авиационном отряде на учебном судне «Орлица». 10 апреля 1916 года произведён в лейтенанты (поручики), с июля — августа 1916 года командир авиаотряда «Д» («Добро») на острове Эзель, командовал летающей лодкой ЩС-5 и участвовал в налётах на станцию германской морской авиации в Ангерне. В 1917 году окончил школу высшего пилотажа в Москве и возглавил отряд «С» 6-го дивизиона Балтийской воздушной дивизии и стал инструктором морской школы воздушного боя в Красном Селе (с 14 августа 1918 года — начальник школы). За годы Первой мировой войны был награждён орденами Святого Станислава 3-й степени с мечами и бантом (11 января 1916), Святой Анны 3-й степени с мечами и бантом (28 мая 1916), Святого Владимира 4-й степени с мечами и бантом (11 сентября 1916).
Штральборн участвовал в Гражданской войне на стороне Белого движения, с июня 1919 года был начальником общего отделения управления дежурного генерала Северной армии. 1 июля назначен начальником авиационного отдела Северо-Западной армии, с 12 октября и до января 1920 года — инспектор авиации. В октябре 1919 года был командирован в Германию для закупки авиационного имущества, где и остался жить. Проживал в Берлине, входил в Союз взаимопомощи служивших в российском флоте в Берлине. Уехал в Париж в 1922 году, где работал в отделении General Motors.
В 1942 году вывезен на принудительные работы в Германию, где работал на заводе Mercedes-Benz около Штутгарта. В 1949 году переехал в США. Умер 27 августа 1966 года в Сан-Франциско, похоронен на Сербском кладбище в городе Колмо, штат Калифорния.
В семье рос брат Борис (15 декабря 1890 — 1915), погибший в Первой мировой войне (прапорщик РИА).